# マーベル・スタジオ アッセンブル
『マーベル・スタジオ アッセンブル』（英：Assembled）は、マーベル・スタジオ作品の制作過程を追う、Disney+で配信されるドキュメンタリーシリーズ。

## 前提
このシリーズは、マーベル・シネマティック・ユニバース（MCU）の映画またはテレビシリーズの舞台裏をクリエイティブとともに紹介し、各映画またはシリーズの作成プロセスを探る。 

## エピソード
「シー・ハルク:ザ・アトーニーの裏側」までは日本語音声もあったが、「ブラックパンサー/ワカンダ・フォーエバーの裏側」以降は日本語字幕のみとなっている。日本語吹き替え版では、それぞれ映画やテレビドラマの吹き替えに参加した声優がオリジナルのキャスト・スタッフを吹き替えている。
| #  | タイトル                                                  | 翻訳       | 演出       | 録音                    | 調整                    | 制作監修   | 録音制作                  | 日本語版製作                                         | 配信日         |
| -- | --------------------------------------------------------- | ---------- | ---------- | ----------------------- | ----------------------- | ---------- | ------------------------- | ---------------------------------------------------- | -------------- |
| 1  | ワンダヴィジョンの裏側                                    | 加藤真由美 | 向山宏志   | 川畑初 日影政文         | スタジオ・ユニ          | 須藤恵子   | 邑中藍子 東北新社         | ディズニー・キャラクター・ボイス・インターナショナル | 2021年3月12日  |
| 2  | ファルコン&ウィンター・ソルジャーの裏側                   | 徳田浩子   | 向山宏志   | 日影政文 スタジオ・ユニ | 日影政文 スタジオ・ユニ | 須藤恵子   | 岡上章子 東北新社         | ディズニー・キャラクター・ボイス・インターナショナル | 2021年4月30日  |
| 3  | ロキの裏側                                                | 徳田浩子   | 向山宏志   | 日影政文 スタジオ・ユニ | 日影政文 スタジオ・ユニ | 須藤恵子   | 岡上章子 東北新社         | ディズニー・キャラクター・ボイス・インターナショナル | 2021年7月21日  |
| 4  | ブラック・ウィドウの裏側                                  | 徳田浩子   | 向山宏志   | 新井考                  | 新井考                  | 須藤恵子   | 東北新社                  | ディズニー・キャラクター・ボイス・インターナショナル | 2021年10月20日 |
| 5  | ホワット・イフ...?の裏側                                  | 徳田浩子   | 向山宏志   | 金谷和美                | 金谷和美                | 須藤恵子   | 東北新社                  | ディズニー・キャラクター・ボイス・インターナショナル | 2021年10月27日 |
| 6  | シャン・チー/テン・リングスの伝説の裏側                   | 徳田浩子   | 向山宏志   | 山本隆行                | 山本隆行                | 須藤恵子   | 東北新社                  | ディズニー・キャラクター・ボイス・インターナショナル | 2021年11月12日 |
| 7  | ホークアイの裏側                                          | 宮坂愛     | 岩田敦彦   | 吉田佳代子              | 吉田佳代子              | 川崎裕子   | 東北新社                  | ディズニー・キャラクター・ボイス・インターナショナル | 2022年2月9日   |
| 8  | エターナルズの裏側                                        | 太田万紀   | 岩田敦彦   | 東北新社                | 吉田佳代子              | 須藤景子   | 東北新社                  | ディズニー・キャラクター・ボイス・インターナショナル | 2022年2月16日  |
| 9  | ムーンナイトの裏側                                        | 千葉真美   | 太田敏哉   | 吉田佳代子              | 吉田佳代子              | 川崎裕子   | 東北新社                  | ディズニー・キャラクター・ボイス・インターナショナル | 2022年5月25日  |
| 10 | ドクター・ストレンジ/マルチバース・オブ・マッドネスの裏側 | 村富梨絵   | 太田敏哉   | 吉田佳代子              | 吉田佳代子              |            | 東北新社                  | ディズニー・キャラクター・ボイス・インターナショナル | 2022年7月8日   |
| 11 | ミズ・マーベルの裏側                                      | 五十嵐薫   | 三好慶一郎 | 首藤智倫                | 首藤智倫                | 天見美智世 | 東北新社                  | ディズニー・キャラクター・ボイス・インターナショナル | 2022年8月3日   |
| 12 | ソー:ラブ&サンダーの裏側                                  | 高木美和   | 太田敏哉   |                         |                         | 天見美智世 | 東北新社                  | ディズニー・キャラクター・ボイス・インターナショナル | 2022年9月8日   |
| 13 | シー・ハルク:ザ・アトーニーの裏側                         | 池田美紀   | 神本忠弘   | 根本結花                | 平瀬壮大                | 川崎裕子   | 尾澤美牧 HALF H・P STUDIO | ディズニー・キャラクター・ボイス・インターナショナル | 2022年11月3日  |
| 14 | ワカンダ・フォーエバーの裏側                              | 宮坂愛     |            |                         |                         |            |                           | ディズニー・キャラクター・ボイス・インターナショナル | 2023年2月8日   |
| 15 | アントマン&ワスプ:クアントマニアの裏側                    | 白井麻実   |            |                         |                         |            |                           | ディズニー・キャラクター・ボイス・インターナショナル | 2023年7月19日  |
| 16 | ガーディアンズ・オブ・ギャラクシー:VOLUME 3の裏側         | 池田彩加   |            |                         |                         |            |                           | ディズニー・キャラクター・ボイス・インターナショナル | 2023年9月13日  |
| 17 | シークレット・インベーションの裏側                        | 宮坂愛     |            |                         |                         |            |                           | ディズニー・キャラクター・ボイス・インターナショナル | 2023年9月20日  |
| 18 | ロキ シーズン2の裏側                                      | 池村正志   |            |                         |                         |            |                           | ディズニー・キャラクター・ボイス・インターナショナル | 2023年11月22日 |
| 19 | エコーの裏側                                              | 武田佳子   |            |                         |                         |            |                           | ディズニー・キャラクター・ボイス・インターナショナル | 2024年1月31日  |
| 20 | マーベルズの裏側                                          | 東山愉香   |            |                         |                         |            |                           | ディズニー・キャラクター・ボイス・インターナショナル | 2024年2月7日   |
| 21 | X-MEN '97の裏側                                           | 石井美智子 |            |                         |                         |            |                           | ディズニー・キャラクター・ボイス・インターナショナル | 2024年5月22日  |
| 22 | デッドプール&ウルヴァリンの裏側                           | ?          |            |                         |                         |            |                           | ディズニー・キャラクター・ボイス・インターナショナル | 2024年11月12日 |

## リリース
本作は2021年3月12日にDisney+で公開された。
追加のドキュメンタリーは、Disney+でオリジナルシリーズの終了後もしくは映画がDisney+に追加されてから公開されている。最初の3本は、各シリーズの終盤の公開から1週間後に配信された。
『シャン・チー/テン・リングスの伝説の裏側』と『ソー:ラブ&サンダーの裏側』については「Disney+ Day」イベントの1つとしてその映画と同時公開された。
『アガサ・オール・アロング』は、マーベル・エンターテイメントのYoutubeチャンネルで公開。
『ホークアイ』の裏側は当初2022年1月19日に公開されると発表されていたが、2月9日に変更。
『ムーンナイト』の裏側は当初2022年5月11日に設定されていたが、5月25日に変更。
『ドクター・ストレンジ マッドネス・オブ・マルチバース』の裏側は2022年7月1日に公開予定だったが、延期され1週間後の7月8日に公開された。
『アントマン&クワント・マニア』は2023年6月14日に公開される予定だったが、最終的には7月19日に公開された。後者の延期は、同作品の主演ジョナサン・メジャーの法的問題によるものと考えられている。
『ロキ』第2シーズンの裏側は、当初は公開日である2023年11月29日の予定が前倒しされ、11月22日に公開された。
Ultra HD Blu-rayとBlu-rayでは、一部のオリジナルシリーズ作品の映像特典としてアッセンブルの裏側シリーズ作品を収録したものが発売されている。